# Saidu Alade Adeshina
Saidu Alade Adeshina est un footballeur nigérian né le 4 avril 1983. Il évolue au poste d'attaquant.
Adeshina a joué 2 matchs en Coupe de l'UEFA avec le FC Sion et a remporté la Coupe de Suisse en 2009 avec cette équipe.

## Clubs successifs
| Saison      | Club          | Pays   | Ligue | Matchs /Buts | Coupe d'Europe |
| ----------- | ------------- | ------ | ----- | ------------ | -------------- |
| 1999 - 2000 | Reggiana AC   | Italie | C1    | 10 / 0       | -              |
| 2000 - 2001 | Ternana       | Italie | B     | 24 / 3       | -              |
| 2001 - 2002 | Ternana       | Italie | B     | 15 / 2       | -              |
| 2002 - 2003 | Ternana       | Italie | B     | 8 / 1        | -              |
| 2003 - 2004 | Ternana       | Italie | B     | 14 / 2       | -              |
| 2004 - 2005 | Reggiana AC   | Italie | C1    | 17 / 4       | -              |
| 2004 - 2005 | Ternana       | Italie | B     | 5 / 0        | -              |
| 2005 - 2006 | AC Arezzo     | Italie | B     | 5 / 2        | -              |
| 2006 - 2007 | AC Bellinzone | Suisse | ChL   | 24 / 13      | -              |
| 2007 - 2008 | AC Bellinzone | Suisse | ChL   | 6 / 8        | -              |
| 2007 - 2008 | FC Sion       | Suisse | ASL   | 27 / 3       | 1 / 0          |
| 2008 - 2009 | FC Sion       | Suisse | ASL   | 24 / 5       | /              |
| 2009 - 2010 | FC Sion       | Suisse | ASL   | 16 / 2       | /              |

## Palmarès
- 2009 : Vainqueur de la Coupe Suisse avec le FC Sion